# Абдуллах ибн Ибрахим
Абдуллах ибн Ибрахим (1433 — июнь 1451) — тимуридский правитель, султан Мавераннахра в 1450—1451 годах, сын Ибрагим-Султана.

## Биография
Абдуллах родился в 1433 году в провинции Фарс в Иране, где наместником был его отец, сын Шахруха, Ибрагим-Султан. В 1435 году его отец неожиданно скончался и малолетний Абдуллах стал наместником при регентстве своей матери Рукия бегим и атабека Шамс ад-дина Ширази.
В 1447 году Абдуллах участвовал в междоусобной борьбе за власть и перешёл на сторону своего дяди Улугбека, который стал правителем Империи Тимуридов. Но спустя два года Улугбек был убит и к власти пришёл его старший сын Абд аль-Латиф, а Абдуллах оказался в тюрьме. Абд аль-Латиф царствовал всего шесть месяцев и был убит 8 мая 1450 года.
После него на престол был возведён Абдуллах. В отличие от жёсткого Абд аль-Латифа он продолжил политику Улугбека. Предполагают, что именно он установил надгробный камень Улугбеку в фамильной усыпальнице Гур Эмир в Самарканде.
Однако у него был соперник за власть в Мавераннахре — Абу Сеид, который прибег к помощи узбекского хана Абу-л-хайра. В июне 1451 года близ селения Шираз неподалёку от Самарканда войско Абу-л-хайра разгромило армию Абдуллаха. Он сам был захвачен в плен и казнён Абу Сеидом.
В 1451 году на престол в Мавераннахре взошёл Абу-Сеид. Абу-л-хайр-хан был щедро вознаграждён, он также женился в Самарканде на дочери Улугбека Рабие Султан-бегим.